# Рафальський Артем Миколайович
Арте́м Микола́йович Рафа́льський — майор Збройних сил України, учасник російсько-української війни.

## Нагороди
За особисту мужність і героїзм, виявлені у захисті державного суверенітету та територіальної цілісності України, вірність військовій присязі під час російсько-української війни
- нагороджений орденом «За мужність» III ступеня (26.2.2015), звання сержант.
- нагороджений орденом Богдана Хмельницького ІІІ ступеня (28.12.2022), звання капітан[1]
- нагороджений орденом Богдана Хмельницького ІІ ступеня (29.2.2024), звання майор[2]